# Përmet
Përmet (török Permedi; görög Πρεμετή / Premetí) kisváros Albánia délkeleti részén, a görög határ közelében, Gjirokastrától légvonalban 25 kilométerre északkeleti irányban. Gjirokastra megyén belül Përmet község, valamint Përmet alközség központja, egyúttal ez utóbbi közigazgatási egység egyetlen települése is. A 2011-es népszámlálás alapján az alközség, vagyis Përmet népessége 5945 fő.
A nagy múltú, de évszázadokon keresztül kis népességszámú települést az albániai kommunizmus évtizedeiben szimbolikus jelentőségű „hős város”-ként tartották számon, a második világháború során ugyanis a kommunista partizánok első hadi sikereinek egyik fő helyszíne volt, majd 1944 májusában itt tartották meg az Enver Hoxha egyszemélyi hatalmát konszolidáló përmeti kongresszust.

## Fekvése
Përmet a Dél-albán-hegység vagy Albán-Epirusz északi peremvidékén, a Vjosa folyó bal partján fekszik. Délnyugatról a Dhëmbel-hegy (Maja e Dhëmbelit, 1966 m), délkeleti irányból pedig a Nemërçka-hegység két csúcsa, a Poliçani-hegy (Maja e Poliçanit, 1838 m) és a Dritai-hegy (Maja e Dritës, 2198 m) övezi. Északon, a Vjosa túlpartján a mallakastrai hegyvonulatok déli, 1200 méter fölé csak ritkán magasodó gerincei határolják.
A Tepelenát a Vjosa völgyén keresztül Korçával összekötő SH75-ös jelű főút mentén fekszik, a megyeszékhelytől, Gjirokastrától közúton 65, a kónicai határátkelőhelytől 35 kilométerre.

## Történelme
Përmet vidéke lakott volt már az őskor idején is, de a mai település története csak a középkorig vezethető vissza. A város első említése 1431-ből ismert Premeti alakban. Az oszmánok 1417-ben foglalták el a települést, és az Ergiri (Gjirokastrai) szandzsákon belüli Permedi vilajet központjává tették. Ezekben az évszázadokban épült a romjaiban a Város-sziklán ma is látható vár. Bár Përmet lakossága nem volt számottevő, kisebb közigazgatási központ szerepét a 20. századig megtartotta. 1878-ban a Yanyai (Janinai) vilajeten belül a Permedi kaza (törvényhatósági járás) központja volt.
Epirusz önkényura, Ali Tepeleni pasa a 19. század elején kiterjesztette hatalmát Përmetre és Libohovára is, és bár Ibrahim pasa, a berati szandzsákbég több ízben próbálta tőle erővel visszaszerezni Përmetet, kísérletei rendre kudarcot vallottak. 1847-ben Labëria vidékén fegyveres felkelés tört ki az oszmán fennhatóság ellen, főként a kötelező sorozás és a kivetett adók mértéke miatt. A lázadás kezdeti sikerei utat engedtek az oszmánellenes érzelmek kitörésének más albán lakta vidékeken is, így Përmet körzetében is fegyvert fogtak az elégedetlenkedők. A Porta fennhatósága ellen kirobbant 1912-es albán felkelés során, augusztus 14-én Përmet is a felkelők kezére került.
Albánia függetlenségének kikiáltása (1912. november 28.) után megalakult az első nemzeti kormány, amelynek fennhatóságát 1912–1913 telén Përmet városa is elismerte. 1913 márciusában a görögök bevonultak Dél-Albániába, és március 17-én elfoglalták Gjirokastrát, Tepelenát és Përmetet. Az albán–görög államhatárról döntő, 1913. december 17-ei firenzei egyezmény a várost Albániának ítélte. Ezt a döntést azonban a görögök nem fogadták el, s továbbra sem evakuálták csapataikat a dél-albániai területekről. 1914. február 28-án Gjirokastra fővárossal kikiáltották az Észak-epiruszi Autonóm Köztársaságot, amely magában foglalta a Korça és Himara közötti területeket, így Përmetet is. Az első világháború kitörésekor, 1914 szeptemberében olasz katonaság vonult be a területre, október 31-én azonban a görögök visszafoglalták Përmetet. 1916. június 21-én az előrenyomuló olaszok elől a görögök evakuálták a települést, az rövid időre ismét albán terület lett, mígnem október 9-én az olaszok újra be nem vonultak a városba. A világháborút lezáró béketárgyalások során, 1919. március 6-án a brit és francia küldöttség olyan tervezetet nyújtott be, amely alapján az albán–görög államhatár Përmettől északra húzódott volna, az amerikaiak ezzel szemben Albániának ítélték volna a városkát. Végül az olaszok javaslatára kompromisszumos megoldásként visszaállították a status quót, az 1913-as firenzei egyezmény által megállapított határokat, így Përmet végleg albán területen maradt.
1925. április 5-én jelent meg a hír a sajtóban, hogy a belügyminisztérium leleplezett egy kormányellenes, Eshref Frashëri nevéhez köthető összeesküvést, amelynek központjai Beratban, Korçában és Përmetben voltak.
Albánia olasz megszállását követően, a második világháború első éveiben a Jorgucat–Gjirokastra–Përmet vidék a 23. Ferrara gyalogoshadosztály és a 131. Centauro páncéloshadosztály felvonulási területe volt. 1940. november 25-én a görög hadsereg albán területre lépett, s az olaszok december 2-án feladták a várost, hogy visszavonuljanak a Këlcyrai-szoros felé. December 5-én a görögök bevonultak Përmetbe, ahol a helyiek és a környék lakói felszabadítóknak kijáró ovációval köszöntötték őket, pár hónap elteltével, 1941. április 18-án azonban az olaszok visszafoglalták a települést.

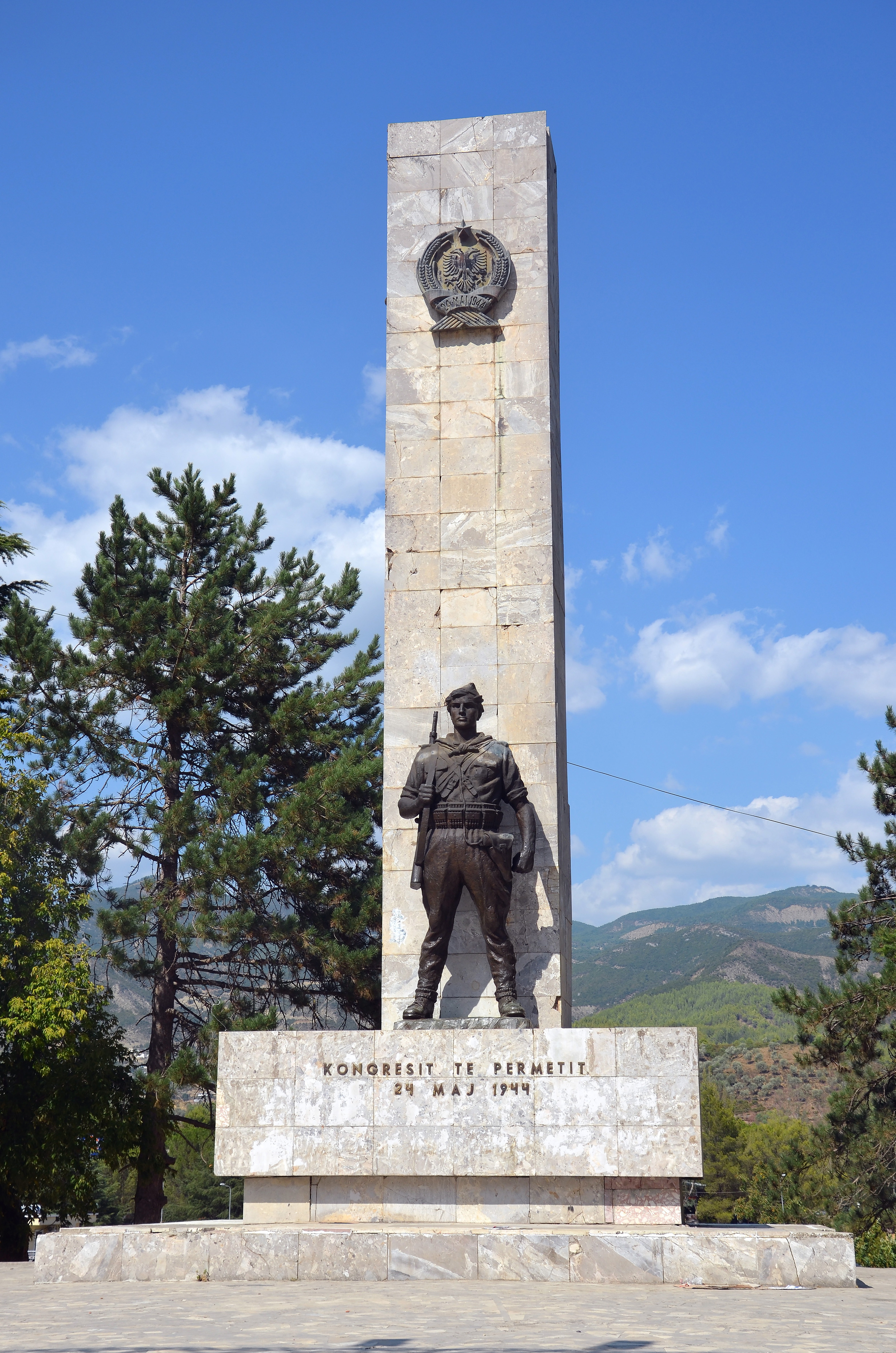
A përmeti kongresszus emlékműve a város főterén

1942-től lakói aktívan részt vettek a megszállók elleni küzdelemben, s az évek során az olaszok és a németek megtorlásul négyszer is felégették Përmetet. 1942. július 15-én a Nemzeti Front soraiban harcoló Bilal Nivica megsemmisített egy a tepelenai országúton, a közeli Pacomiti-hídnál elvonuló olasz fegyver- és ellátmánykonvojt. Bosszúból a megszállók húsz falut felégettek és 400 albánt hurcoltak el a Porto Romanó-i koncentrációs táborba. 1942. november 28-án Xhelal Starovecka és Ramiz Araniti partizáncsapata tört be Përmetbe, és harminckét olasz katonát ölt meg. 1943. január 6-án csapatuk ismét megtámadta a várost, ezúttal hatvankét olasz katona esett el, száz megsebesült, a partizánok pedig számottevő mennyiségű fegyvert és muníciót zsákmányoltak. 1943. július elején nemzeti frontos gerillák támadták meg a város olasz védőit, de azok nehézfegyverzettel visszaverték őket. Ekkor kommunista partizáncsapatok csatlakoztak a gerillákhoz, és egyesült erővel július 3-án elfoglalták Përmetet; a harc során mintegy ötszáz olasz katona halt meg. Përmet ezzel a partizánok kezére került, s 1944. január 25-én itt alakult meg a Nemzeti Felszabadítási Mozgalom 6. partizánbrigádja. Ekkor azonban az olaszokat felváltó német megszálló csapatok már közeledtek a városhoz: a partizánok január 21-én még a közeli Tenda e Qypitnél megfutamítottak egy német alakulatot, de január 26-án már elhagyták Përmetet, s két nap múlva, január 28-án a németek bevonultak a városba.
Május elején ismét a partizánok ellenőrzése alatt állt a város, és 1944. május 24-e és 28-a között itt ült össze az Albán Kommunista Párt përmeti kongresszusa, amelyen megvetették a leendő népi demokratikus államrend közjogi alapjait és létrehozták főbb hatalmi szerveit. A résztvevők megalakították a törvényhozó Nemzeti Felszabadítási Főtanácsot, Enver Hoxha elnöki irányításával megkezdte működését az ideiglenes kormány, és elkészült a leendő Albánia első alkotmánytervezete is. Az addig irreguláris Nemzeti Felszabadítási Mozgalom az ország reguláris haderejévé lépett elő, melynek főparancsnokául szintén Hoxhát nevezték ki. Përmetben összpontosult tehát Enver Hoxha kezében a pártvezetés mellett az ország politikai és katonai irányítása is, ami évtizedekre meghatározta Albánia sorsát. A kommunista történetírási hagyományban ennek megfelelően gyakorta hivatkoztak a përmeti konferenciára mint a népi demokratikus Albánia bölcsőjére.
1944. júniusában újabb támadást indítottak a németek Dél-Albániában. A kommunisták június 5-én Përmet mellett visszaverték őket, később azonban mégis ismét német kézre került több albán város, köztük Përmet is.
1991 februárjában a demokratizálódási folyamat elleni tiltakozásul több más albániai város mellett Përmetben is tiltakozások folytak, és a helyiek bekapcsolódtak az Enver Önkéntesei (Vullnetarët e Enverit) nevű szövetség szervezésébe.

## Nevezetességei
Albánia-szerte nevezetes a përmeti bor és raki. Përmet évről évre megrendezi saját borfesztiválját (Festa e Verërave) és népzenei seregszemléjét.

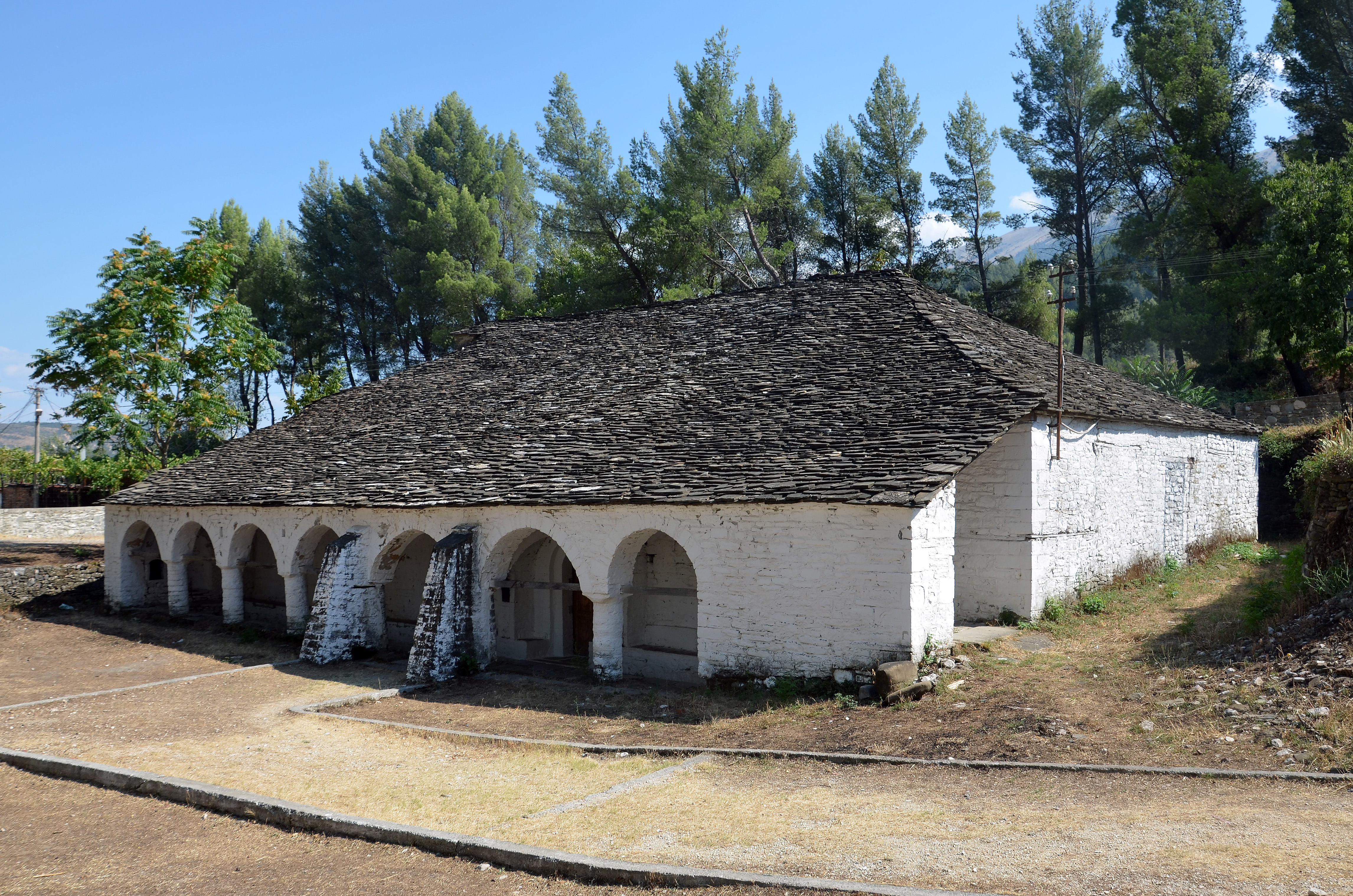
A Szent Paraszkevi-templom

A Përmet fölé magasodó folyóparti Város-sziklán (Guri i Qytetit) középkori vár romjai állnak. A város két, műemléki védelem alatt álló lakóépülete (Ylli Imam és Lilo Vangjeli kőházai) az oszmánkori építészet jegyeit hordozza magán. A belvárostól délre található a fedett tornácos Szent Miklós-templom (Kisha e Shën Nikollës vagy Kisha e Shën Kollit), amelynek freskóit az állami ateizmus 1967 után elpusztította ugyan, de az eredeti faragott mennyezet máig fennmaradt. Ikonosztáza állami védelmet élvez. Közelében áll a Szent Paraszkevi-templom (Kisha e Shën Premtes), 1973 óta védett műemlék.
A 20. század elején Përmet a bektásik egyik fontos dél-albániai központja volt, amely Berattal együtt a prishtai kerülethez tartozott. Érdekes módon a közeli Frashër falu tekkéje (derviskolostora) a vlorai bektásik szent helye volt. A város délnyugati határában a halveti szerzetesrend tekkéje áll.
Az 1944. májusi përmeti kongresszusnak a város szülötte, Odhise Paskali szocialista realista szobra állít emléket a város főterén, de a város bejáratánál még áll a 6. partizánbrigád 1944. januári megalakulásának emlékműve is. 1963 óta műemléki védelem alatt áll a kongresszusnak helyet adó lakóépület.
A város közelében, pár kilométerre található a leusai Mária mennybemenetele templom (Kisha e Fjetjës së Shën Mërisë), művészi értékű falfestményekkel és ikonosztázzal. Az exonarthexben rossz állapotú, de szokatlan tematikájú (pl. pelikánok), míg a belső térben a bűnös lelkek pokolbéli kínszenvedéseit ábrázoló freskók maradtak fenn. Përmettől délre, Lipa e Vjetër falucskában a bolengai vár (Kalaja e Bolengës), valamint a Szent Ilona-kolostor (Manastiri i Shën Elenës) érdemel említést.
A Përmetet övező hegyvidék természeti értékei szintén számottevőek. A várostól északra, 1200 hektáron terül el a Hotovai-fenyves (Bredhi i Hotovës) nemzeti parkja. Nevezetesek két vízfolyásának vadregényes szurdokvölgyei, a Lengarica-kanyon és a Kosova-kanyon.

### Nevezetes szülöttei
- Turhan Përmeti (1839–1927) politikus, diplomata, Albánia kétszeres miniszterelnöke[47]
- Stavro Vinjau (1893–1975) politikus, jogász, 1924-ben Albánia igazságügy- és oktatásügyi minisztere.[48]
- Sejfulla Malëshova (1901–1971) költő, kommunista politikus[49]
- Odhise Paskali (1903–1985) szobrászművész[50]
- Stefanaq Pollo (1923–1997) történettudós[51]

Ugyancsak përmeti származású a Gjika család, amelynek tagjai Romániába vándoroltak ki, s Ghica néven több leszármazottuk híres lett Romániában, így például Ion Ghica és Dimitrie Ghica miniszterelnökök, vagy a Dora d’Istria írói álnéven ismertté lett Elena Ghica.